# Ternstroemia luquillensis
Ternstroemia luquillensis är en tvåhjärtbladig växtart som beskrevs av Carl Karl Wilhelm Leopold Krug och Urb. Ternstroemia luquillensis ingår i släktet Ternstroemia och familjen Pentaphylacaceae. IUCN kategoriserar arten globalt som akut hotad. Inga underarter finns listade i Catalogue of Life.